# SMS König
El SMS König fue el primero de los cuatro acorazados de la clase König de la Kaiserliche Marine (Armada Imperial de Alemania) durante la Primera Guerra Mundial. Recibió su nombre en honor a uno de los títulos del Kaiser Guillermo II de Alemania, que además del título de Emperador de Alemania era también Rey (König en alemán) de Prusia.

## Construcción

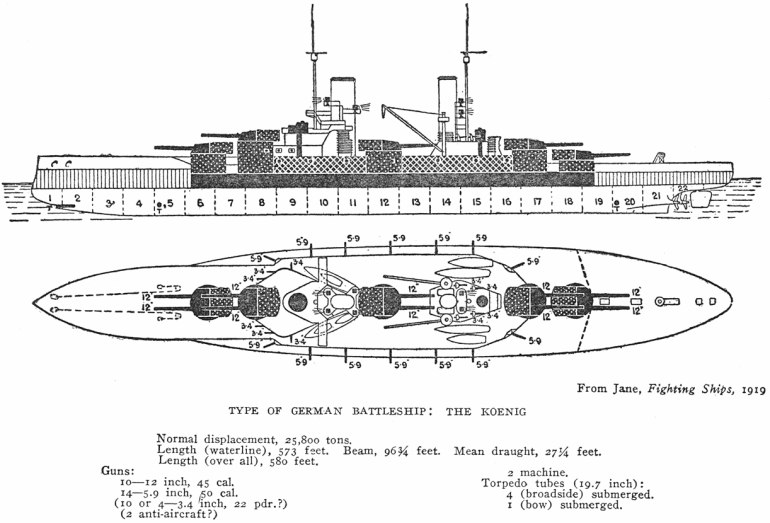
Diagrama de la clase König.

Fue construido por la Kaiserliche Werft Wilhelmshaven en Wilhelmshaven. Su quilla fue puesta en grada en octubre de 1911 y fue botado el 1 de marzo de 1913. Finalizado oficialmente el 10 de agosto de 1914, fecha en la que fue dado de alta. Su coste total fue de 45 millones de marcos alemanes oro.
Fue el primero de los cuatro buques de su clase, al que se le unieron posteriormente el SMS Großer Kurfürst, el SMS Markgraf y el SMS Kronprinz Wilhelm, posteriormente renombrado Kronprinz Wilhelm.
El König desplazaba 25 390 t estándar y 28 600 t a plena carga, con una eslora de 175,4 m, una manga de 29,5 m y un calado de 9,19 m. Su propulsión corría a cargo de tres turbinas Parsons que desarrollaban una potencia de 43 300 CV, que le permitían desarrollar una velocidad máxima de 21 nudos. 
Su armamento consistía en 10 cañones de 305 mm (12 pulgadas) dispuestos de 5 torretas dobles, dos a proa, dos a popa y la última situada entre las dos chimeneas. Al igual que sus predecesores de la 'Clase 'Kaiser, el König y sus gemelos podían disparar toda su artillería principal a las bandas. Su armamento secundario consistía en 14 cañones de 150 mm (5,9 pulgadas), 6 de 88 mm y 5 tubos lanzatorpedos sumergidos de 500 mm, uno al frente y dos a cada banda. Su tripulación se componía de 41 oficiales y 1095 tripulantes.
Su blindaje estaba compuesto por un cinturón blindado de 350 mm, 300 mm en las torretas y puente de mando y de una cubierta de 30 mm.

## Servicio

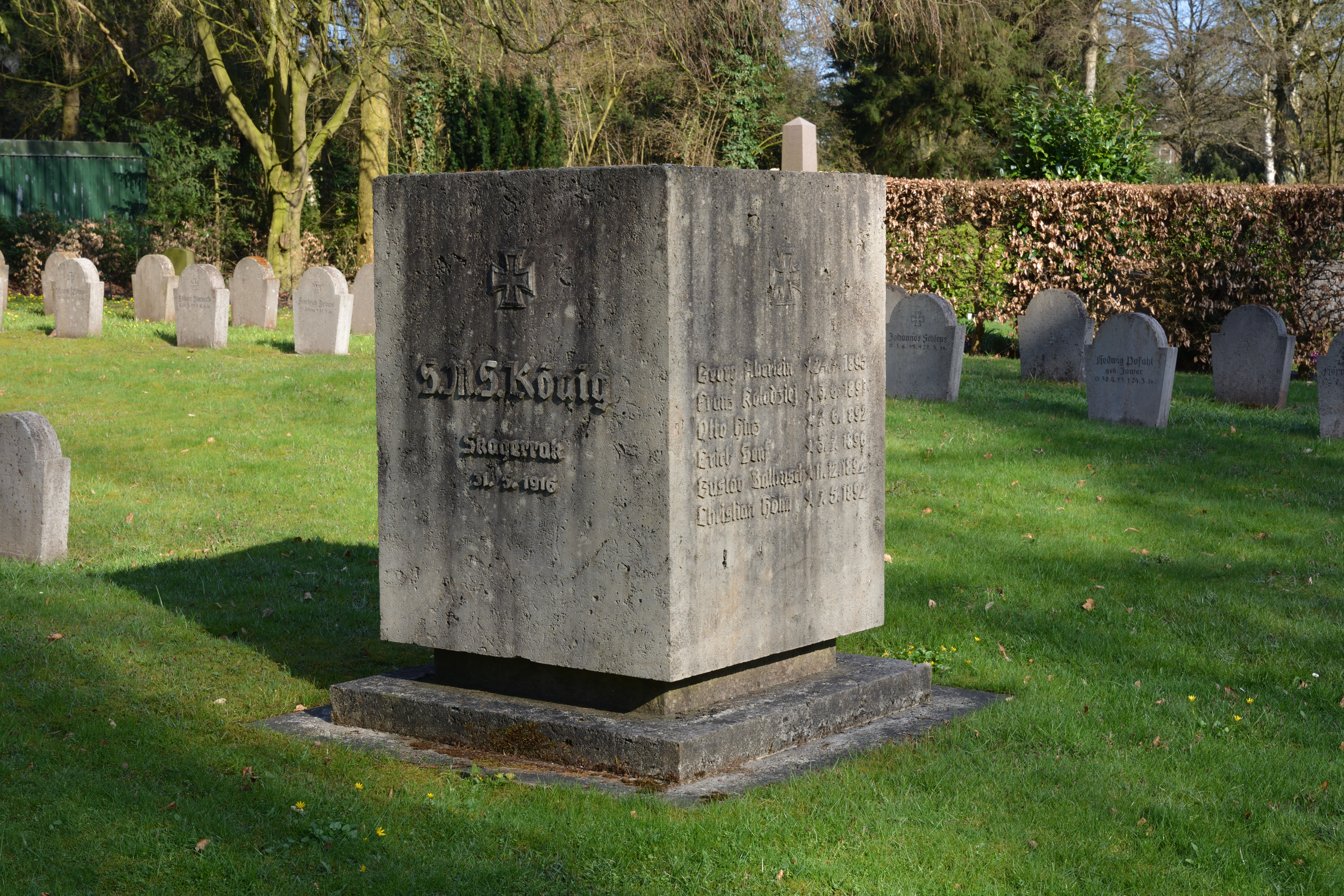
Monumento en recuerdo al SMS König, en Kiel.

Tras ser encargado, el König fue asignado a la III escuadra de batalla alemana de la Flota de Alta Mar, a la que se fueron uniendo sus gemelos según eran terminados. El 25 de abril de 1916, junto a los otros acorazados de la clase König proporcionó fuego de cobertura bombardeando Lowestoft y Yarmouth.
Como parte de la III escuadra bajo el mando del almirante Paul Behncke, participó en la Batalla de Jutlandia el 31 de mayo de 1916, donde recibió 10 impactos de grueso calibre. Los daños resultantes requirieron siete semanas de reparaciones, que se completaron el 21 de julio de 1916. 
Durante la Operación Albión, el König participó en la Batalla de Moon Sound el 17 de octubre de 1917 donde provocó daños severos al acorazado pre-dreadnought Slava. 
Bajo los términos del armisticio, el König fue internado en Scapa Flow el 26 de noviembre de 1918. Vio su final el 21 de junio de 1919 cuando, siguiendo las órdenes del almirante Ludwig von Reuter, fue echado a pique por su propia tripulación en Gutter Sound, junto con toda la flota de alta mar alemana, para evitar que fuera repartida entre los vencedores de la contienda.

## Destino
Su pecio fue vendido por el gobierno alemán al Reino Unido en 1962. Sus restos continúan hundidos en las aguas de Scapa Flow, junto a sus gemelos el Markgraf y el Kronprinz Wilhelm. Todos ellos son un punto de buceo popular hoy en día. 